# Cabaceiras do Paraguaçu
Cabaceiras do Paraguaçu este un oraș în unitatea federativă  Bahia (BA) din Brazilia.